# Filadelfský bulvár v Toruni
Filadelfský bulvár v Toruni (polsky Bulwar Filadelfijski) je nábřeží nacházející se na pravém břehu Visly v polském městě Toruni v městských čtvrtích Stare Miasto a Rybaki, mezi Staroměstským komplexem a řekou. 2 km dlouhé nábřeží začíná u přístavu Akademického sportovního svazu a končí u železničního mostu pojmenovaného po stavebním inženýrovi Ernestu Malinowském (1818–1899).

## Historie
Téměř od založení města až do šedesátých let 20. století nábřeží v blízkosti Staroměstského komplexu plnilo funkce přístavu a komerční zóny. V období, kdy Toruň patřil k hanze a samotné město bylo jedním z největších hanzovních přístavních center, přistávaly námořní lodě až tady.

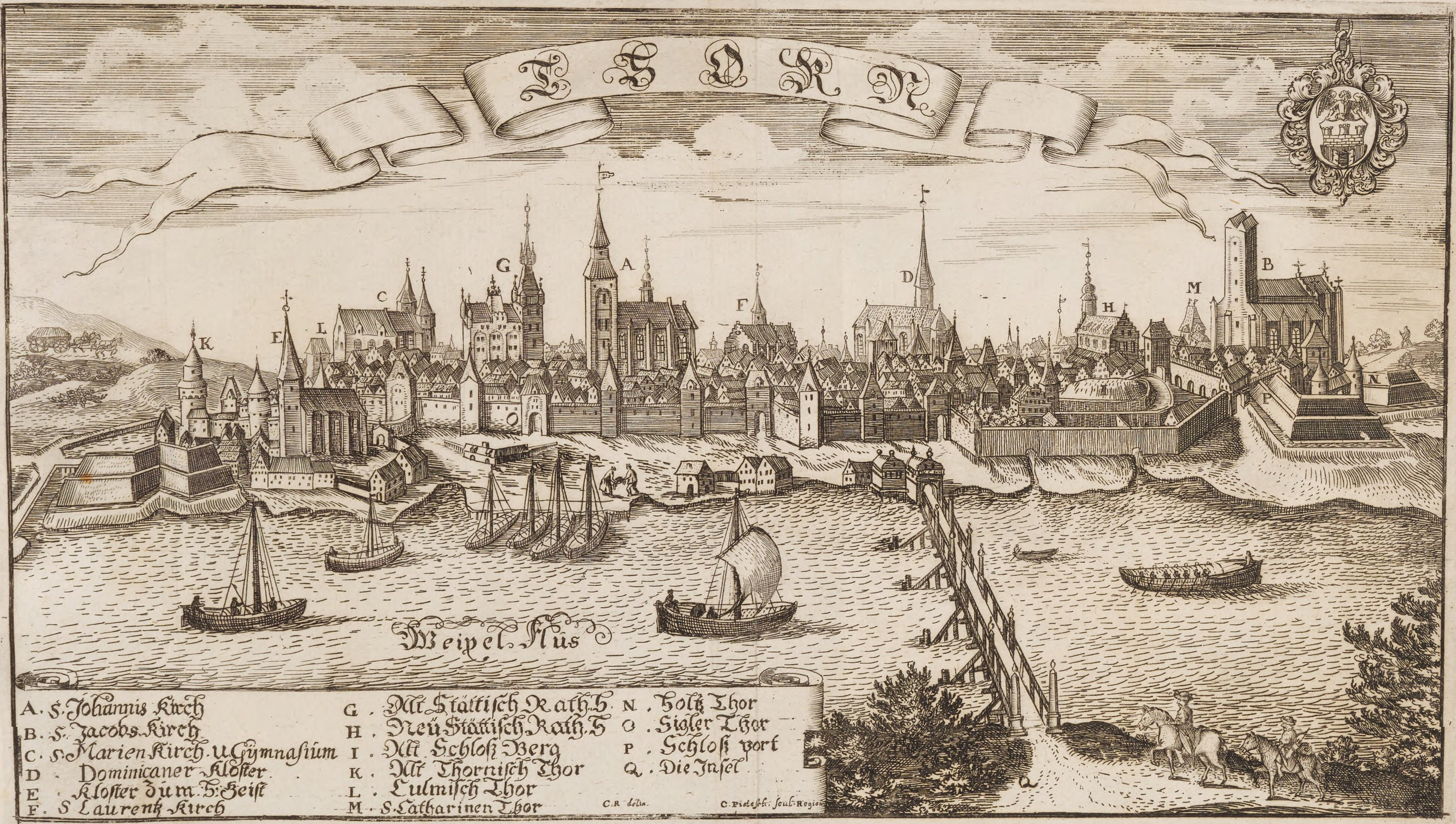
Rok 1684

V pruském období, po výstavbě Stromového přístavu v západní části města v roce 1909, úřady plánovaly likvidaci přístavu a vytvoření bulvárů.
V meziválečném období v roce 1935 dorazilo do přístavu 3 900 lod a 2 618 tzv. „berlínek“[ujasnit] a bylo odesláno 3 872 lodí a 2 590 „berlínek“. Byly převáženy převážně cukr, mouka, ječmen a oves. Je vhodné dodat, že do toruňského přístavu kromě polských lodi přistávaly také lodě a „berlínky“, které pluly pod vlajkou Svobodného města Gdaňsk, Německa a Švédska.
V té době tehdejší architekt města Ignacy Tłoczek (1902–1982) také plánoval výstavbu bulvárů u Visly. Vyznačil je z městského parku na předměstí Byhoště do blízkosti současného mostu Elżbiety Zawacké. Vypuknutí druhé světové války tyto plány zničilo.

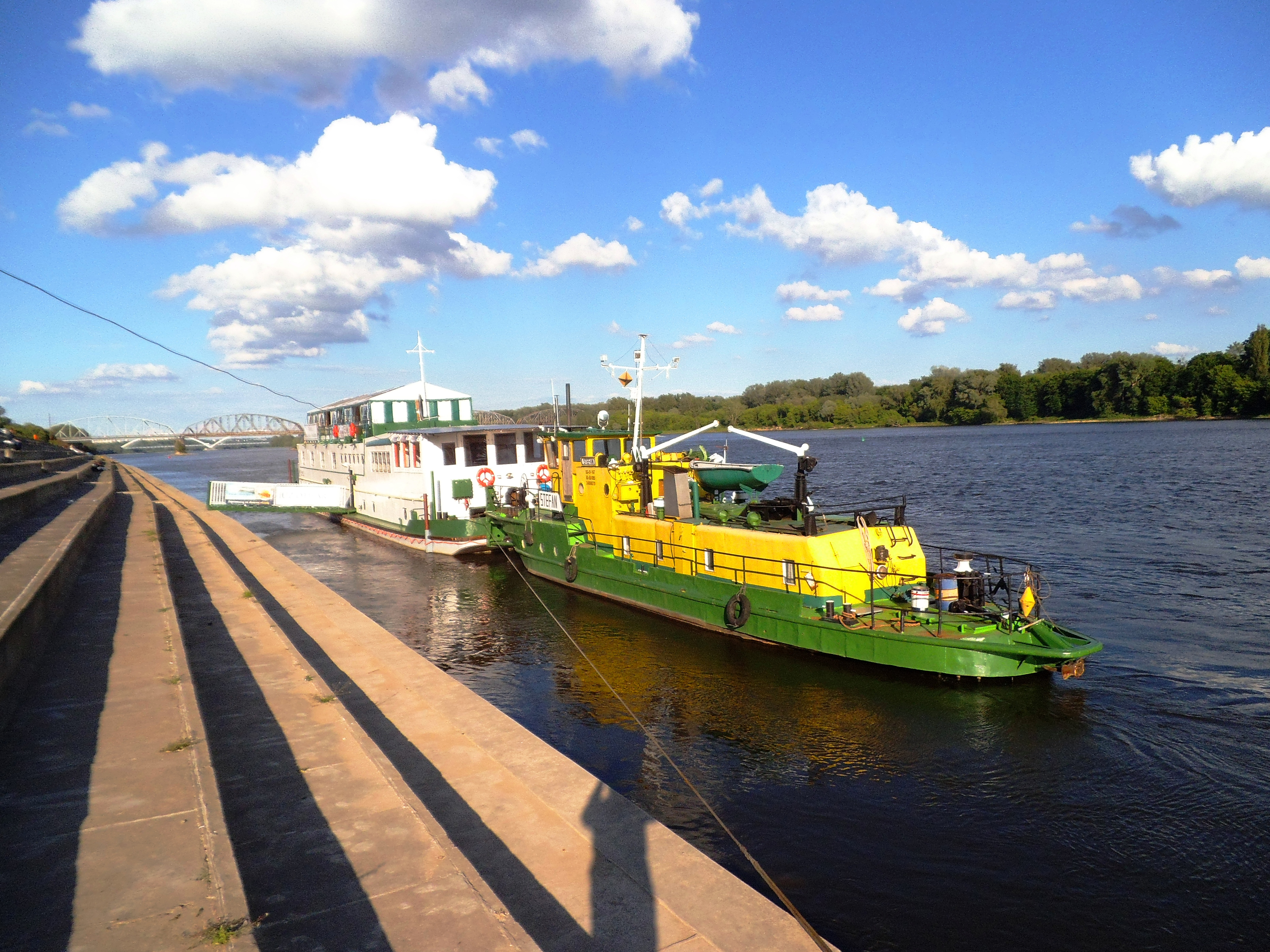
Pohled na Filadelfský bulvár

V 60. letech byl přístav v důsledku klesající popularity říční dopravy v Polsku zlikvidován. Přístavní jeřáby byly odstraněny a železniční tratě demontovány.
Stavba bulváru v jeho současné podobě začala koncem 60. let 20. století, byl otevřen v roce 1973 na oslavu Koperníkova roku. V roce 1976 získal název Filadelfský bulvár na počest amerického partnerského města Toruně (ve Filadelfii jedno z náměstí má název „Toruňský trojúhelník“).

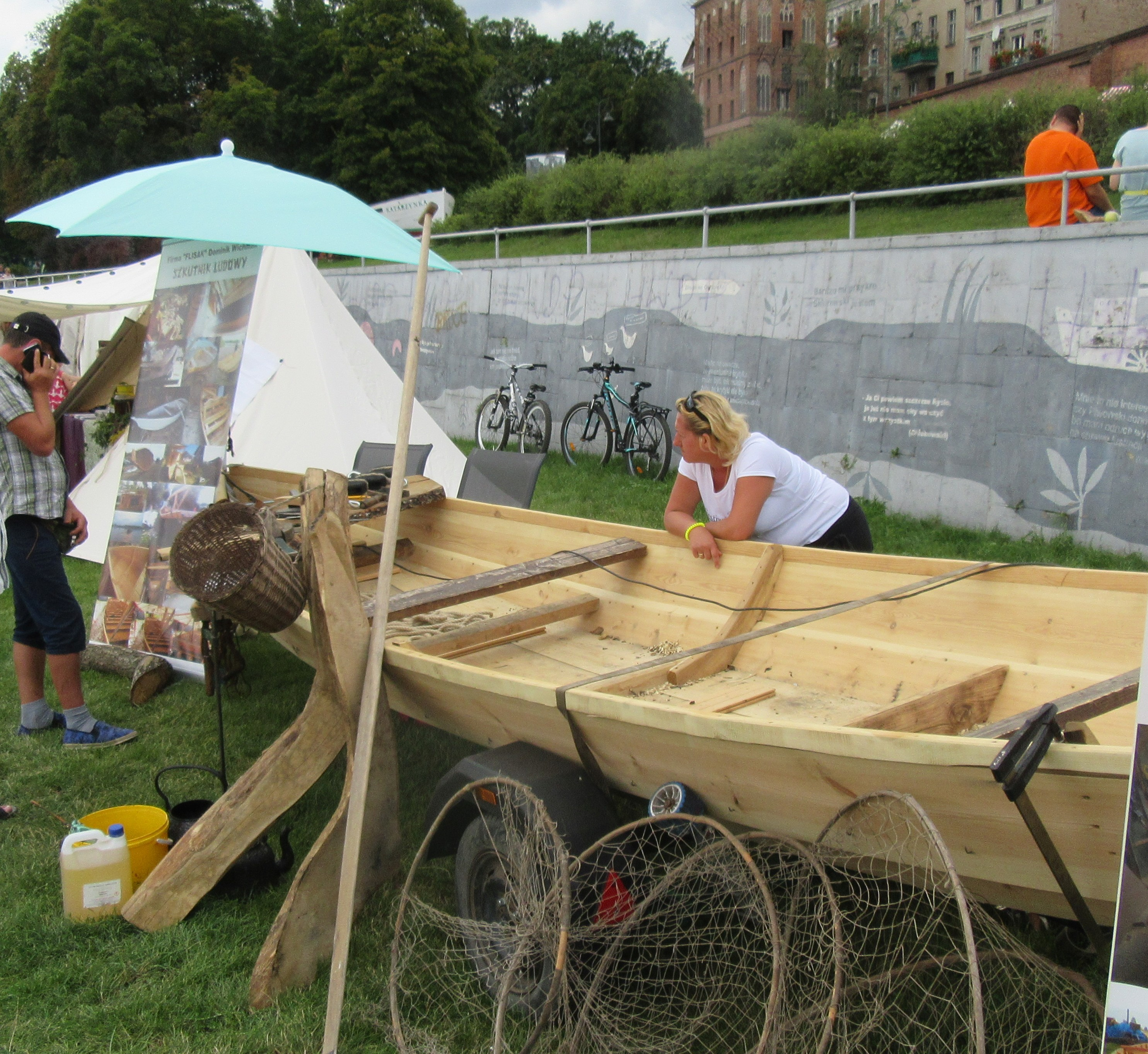
Festival Visla 2017 – ukázka konstrukce tradiční lodi

V roce 2005 byla zahájena první fáze rekonstrukce bulváru na téměř 360 metrů dlouhé části mezi limnigrafickou stanici a ulicí Wola Zamkowa. Poté byly renovovány schody a betonová dlažba byla nahrazena betonovými hmoždinkami a žulovými kostkami. Druhá fáze obnovy nábřeží zahrnovala opravu opevnění mezi silničním mostem Jozefa Piłsudského a limnigrafickou stanicí, a byla ukončená v roce 2007, zatímco třetí fáze na úseku dlouhém přes 645 metrů, mezi Wolou Zamkowou a železničním mostem Ernesta Malinowského, byla dokončena v roce 2009. Všechny etapy zahrnovaly renovaci a modernizaci svahu nábřeží.
V roce 2013 byla provedena rekonstrukce nábřeží na úseku od silničního mostu Józefa Piłsudského do přístaviště AZS a rok později byla také v této části bulváru vybudována jeho horní část. Byla postavena pláž, hřiště, cyklistické stezky, sportoviště a moderní přístav pro jachty.
V roce 2015 vznikla urbanistická a architektonická koncepce rozvoje bulváru od mostu Józefa Piłsudského k železničnímu mostu Ernesta Malinowského. Na prodloužení ulic komplexu Starého Města tam mají vzniknout jednoduché architektonické prvky, např. schodiště s vyhlídkovými plošinami a gastronomické pavilony. Tento koncept také předpokládá omezení provozu na Filadelfském bulváru, kde budou mít přednost chodci a cyklisté. Bulvár bude také vybaven zelení – od keřů a záhonů až po stromořadí. Stavební práce mají začít po roce 2020.

## Turistika a kultura

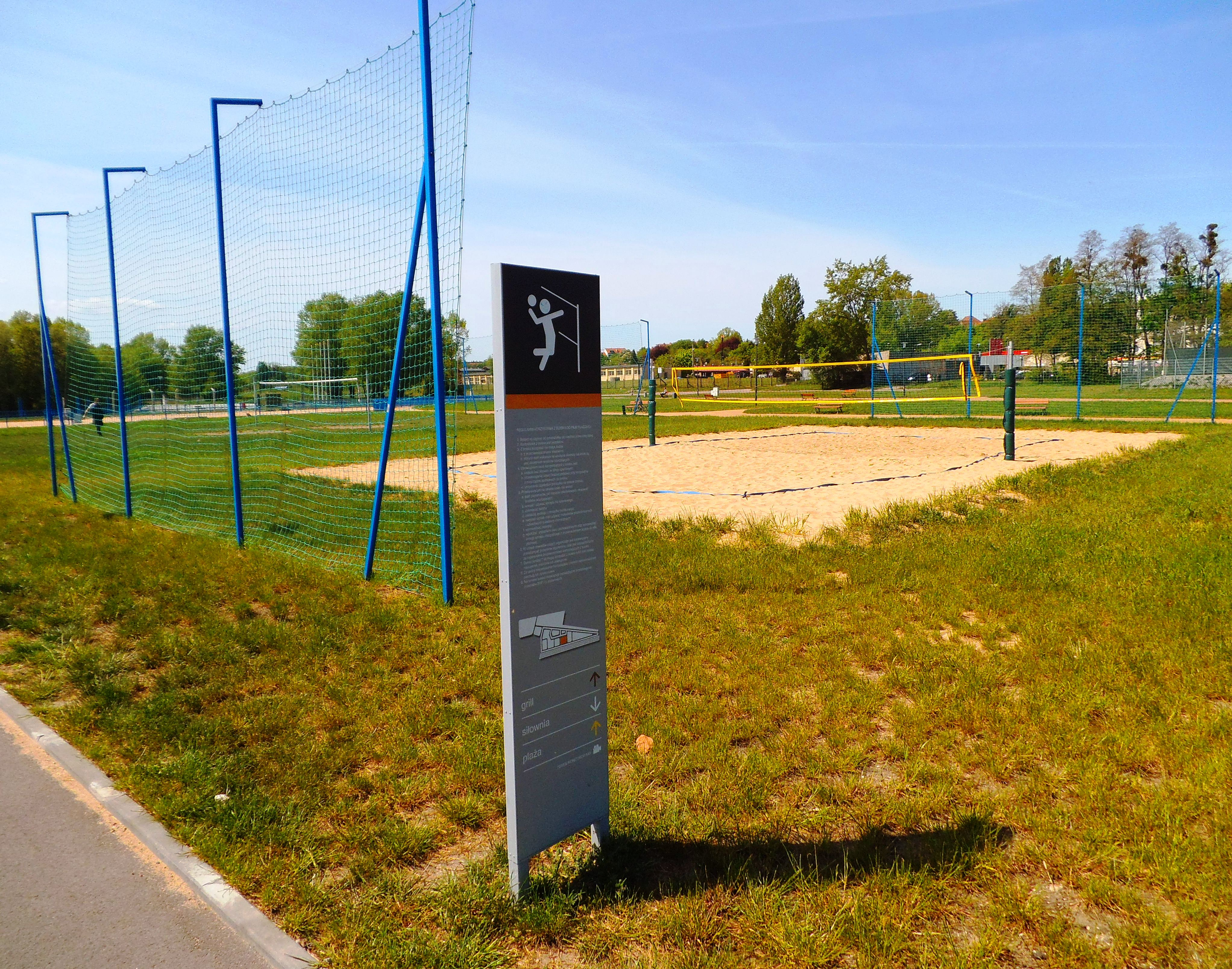
Hřiště

Bulvár je jedním z nejnavštěvovanějších míst v Toruni. V roce 2013 patřil po Staroměstské radnici, Koperníkově domě, katedrále Svatých Janů a planetáriu k největším atrakcím města.
Na bulváru se pořádají různé kulturní akce a venkovní historická představení, včetně Dnů Toruně a festivalu Visla.

## Zajímavosti

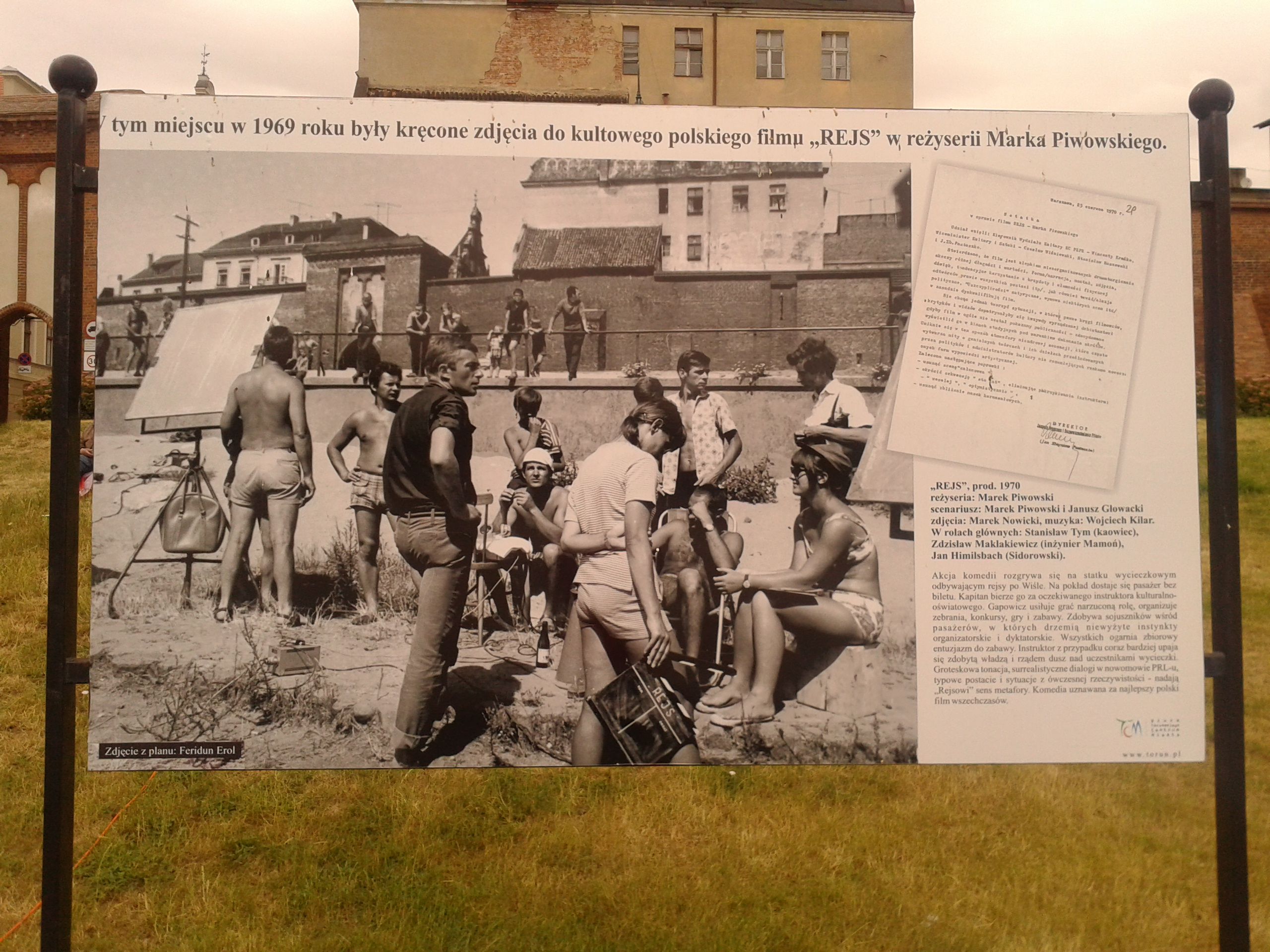
V roce 1969 se zde natáčely scény pro film Rejs (režie Marek Piwowski)

- v roce 1969 se tu natáčely scény pro film Rejs (režie Marek Piwowski)[14]
- 3. května 1982 se na bulváru konala protikomunistická demonstrace[15]

## Infrastruktura

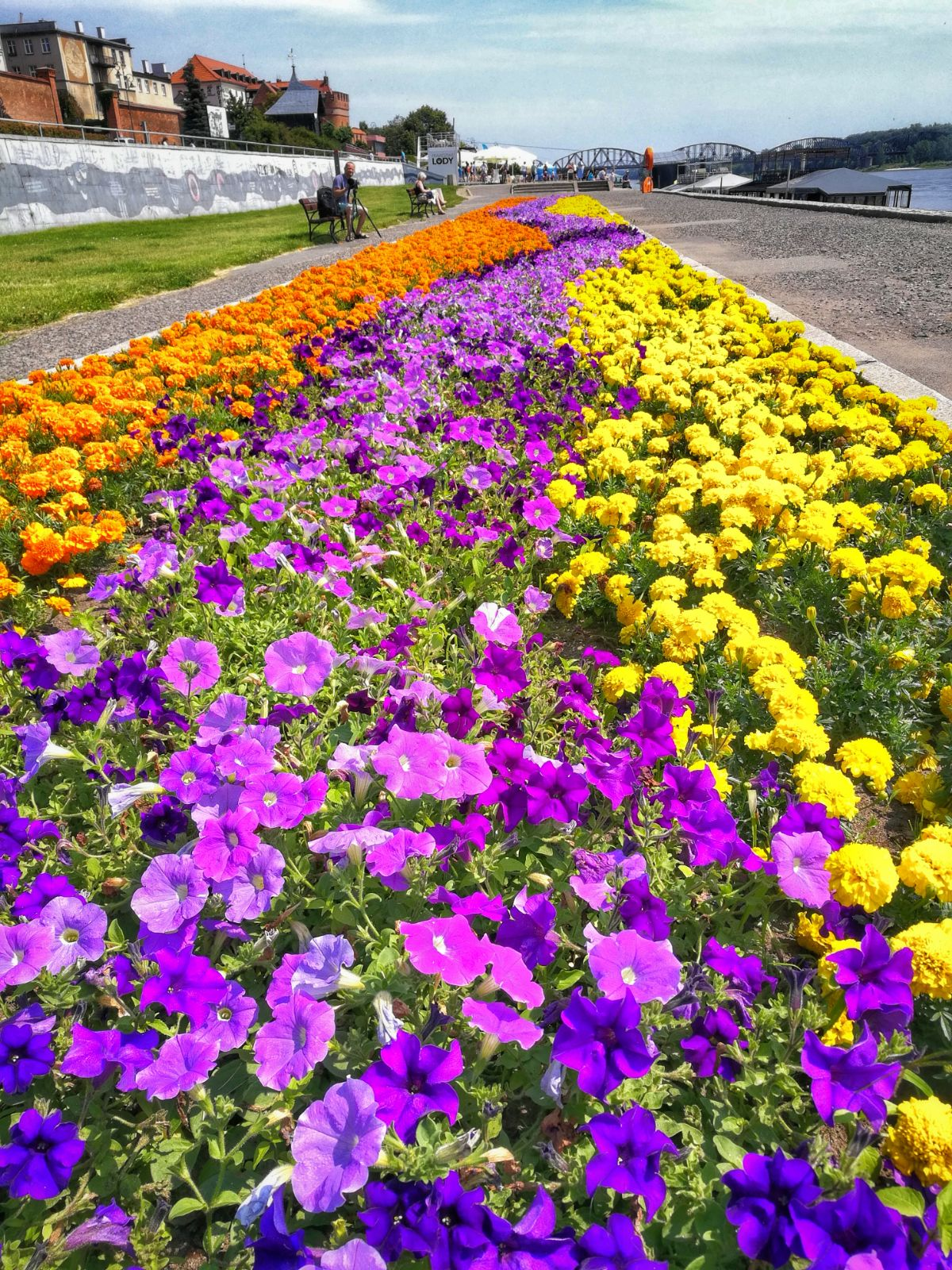
Léto na bulváru, rok 2018

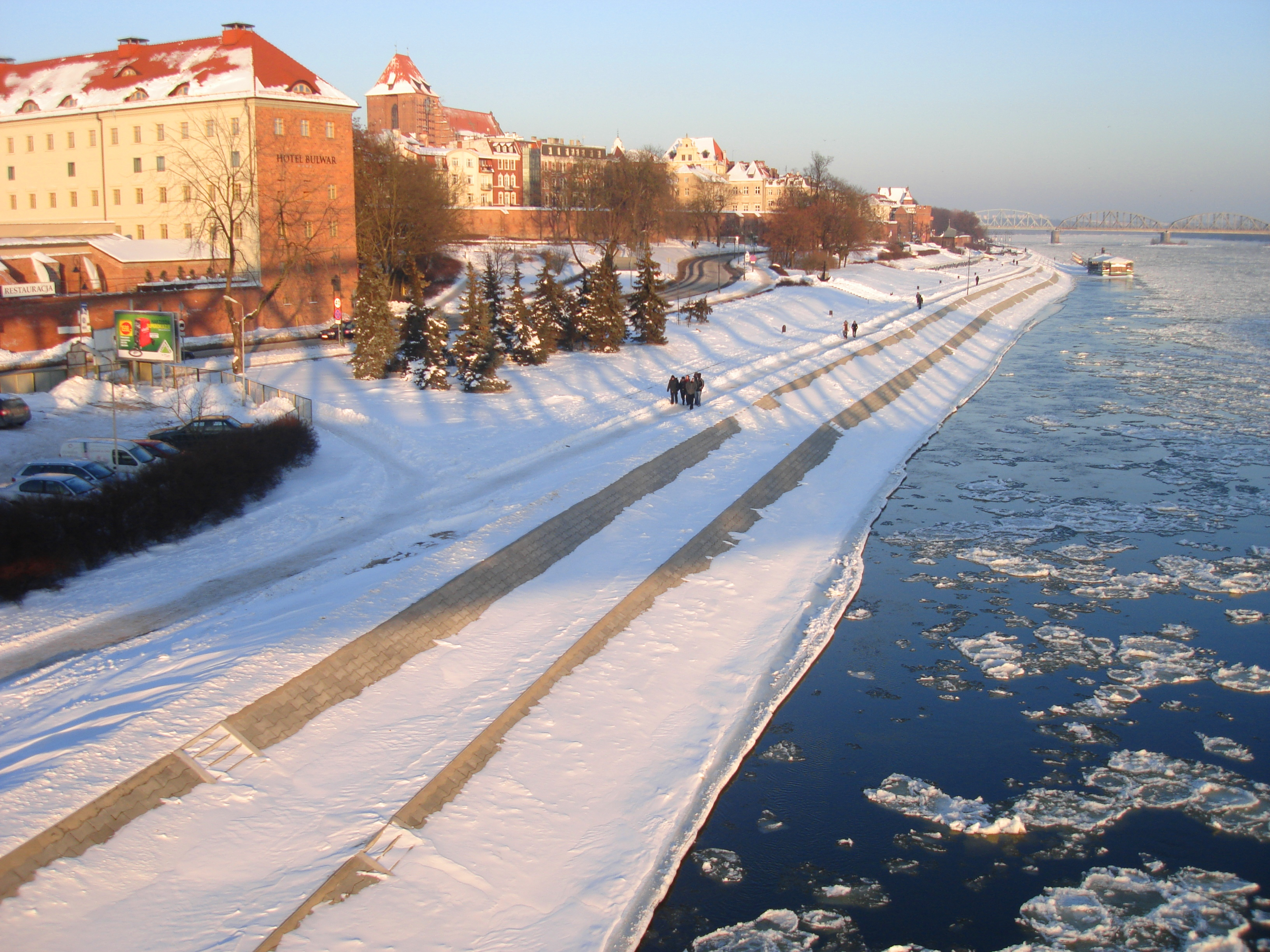
Zima, rok 2010

Některé objekty, které se nacházejí na bulváru:
| Obrázek | Název                                  | Komentáře |
| ------- | -------------------------------------- | --- |
|         | Přístav pro „Kateřinku II“             | Pluje po Visle v turistické sezóně |
|         | Přístav pro loď „Wanda“                | Pluje po Visle v turistické sezóně |
|         | Limnigrafická stanice                  | Pochází z roku 1899 |
|         | Parkoviště pro autobusy                | |
|         | Pláž a plážové fotbalové hřistě        | |
|         | Přístav AZS                            | Přístav slouží veslařské sekci Akademického sportovního klubu UMK Toruň, studentům školy Sportovního mistrovství a fanouškům plachtění v Toruni |
|         | Památník Důstojnické školy námořnictva | Odhalen v roce 1972 k 50. výročí založení námořní školy v Toruni                                                                                |
|         | Loď Kateřinka                          | Do roku 2000 provozovala vycházkové plavby z jednoho břehu Visly na druhý                                                                       |
|         | Vyhlídkový most                        | Symbolizuje bývalý most na Visle |